# Зебров дукер
Зебровият дукер (Cephalophus zebra) е вид бозайник от семейство Кухороги (Bovidae). Видът е световно застрашен, със статут Уязвим.

## Разпространение и местообитание
Разпространен е в Гвинея, Кот д'Ивоар, Либерия и Сиера Леоне.